# Kocioł okrętowy

Kocioł główny typu opłomkowego
I - Spaliny
II - Powietrze
III - Woda zasilająca
IV - Para przegrzana
V - Paliwo (olej opałowy)
VI - Para nasycona
1 - Podgrzewacz powietrza
2 - Podgrzewacz wody
3 - Walczaki
4 - Opłomki
5 - Przegrzewacz pary

Kocioł okrętowy – rodzaj kotła parowego, urządzenie wytwarzające parę zasilającą urządzenia na statku. 
Do głównych elementów kotła zalicza się:
- palenisko
- parownik
- podgrzewacz wody
- podgrzewacz powietrza
- przegrzewacz pary
- walczak

Kotły dzielą się na główne i pomocnicze.

## Kocioł główny
Kocioł główny w pierwszej kolejności zasila parowy silnik napędowy główny jednostki pływającej. Opalany jest przeważnie olejem opałowym, choć w przeszłości stosowało się inne paliwa (np. węgiel). Kotły główne dzielą się pod względem ciśnienia roboczego na:
- kotły płomieniówkowo-opłomkowe (ciśnienie robocze do 18 at)
- kotły wodnorurkowe (ciśnienie robocze do 42 at)
- kotły opłomkowe stromorurkowe (ciśnienie robocze do 104 at)

Woda zasilająca kocioł przed dostarczeniem jej do kotła jest oczyszczana i podgrzewana. Podobnie postępuje się z paliwem, które uzyskać musi gęstość umożliwiającą najefektywniejsze rozpylenie go w nad palnikami. Niezbędne do spalania powietrze dostarczane jest instalacją nawiewną.

## Kocioł pomocniczy
Kocioł pomocniczy wytwarza parę do celów innych niż napędzanie silnika głównego, a może to być np.: ogrzewanie pomieszczeń, ogrzewanie ładunku, zasilanie wymienników ciepła, czyszczenie zbiorników, itp. Wytwarzają parę o ciśnieniu do 12 at. Wśród kotłów pomocniczych, ze względu na konstrukcję, wyróżnia się następujące grupy:
- kotły utylizacyjne (odzyskowe) wykorzystujące ciepło spalin z silników głównych, a stosowane zwykle w siłowniach spalinowych i turbogazowych
- kotły opalane olejem opałowym
- kotły kombinowane stanowiące połączenie powyższych i pozwalające na uzyskiwanie pary obiema metodami.

## Zjawisko "cofnięcia płomienia"
W pierwszych konstrukcjach kotłów okrętowych (do okresu międzywojennego) opalanych olejem opałowym istniało niebezpieczeństwo "cofnięcia płomienia", czyli wyrzutu płonącego paliwa do kotłowni i maszynowni, które mogło zabić ich obsady.
Zjawisko to wynikało z tego, że początkowo kotły te (i maszynownie) były konstruowane na wzór kotłów opalanych węglem. W kotłach tych (opalanych węglem) powietrze potrzebne do spalania pochodziło z kotłowni (do kotłów dostawało się poprzez otwarte drzwiczki do dostarczania węgla i osobne otwory). W przypadku konieczności spalania większej ilości paliwa w celu osiągnięcia większej mocy maszyn (np. na okrętach wojennych) wprowadzono kotłownie "nadciśnieniowe", które były szczelne (wchodziło się do nich poprzez specjalne śluzy), gdzie w razie potrzeby zwiększano ciśnienie powietrza dostarczanego przez specjalne wentylatory o dużej mocy. Po wprowadzeniu oleju napędowego kotły opalane tym paliwem miały specjalne otwory i tak samo pobierały powietrze z kotłowni "nadciśnieniowej", a ilość dostarczanego oleju regulowano sterując ciśnieniem paliwa w rurach dopływowych.
Okazało się jednak, że w sytuacji, kiedy ciśnienie powietrza w kotłowni gwałtownie spadało (np. po przebiciu jej ścian przez pocisk, zniszczeniu wentylatorów), ciśnienie dostarczanego paliwa powodowało wyrzut płonącego paliwa przez otwory do dostarczania powietrza (w przypadku kotłów opalanych węglem nie mogło dojść do wyrzutu).
Płonące paliwo zazwyczaj zabijało załogę maszynowni. W niektórych sytuacjach, kiedy pocisk trafiał bezpośrednio w kocioł, dochodziło do jego eksplozji i wyrzutu pary wodnej do kotłowni/maszynowni. W takiej sytuacja para wodna tłumiła płomienie, ale załoga i tak ginęła od gorącej pary wodnej.
Zjawisko "cofnięcia płomienia" zostało wyeliminowane w okrętach konstruowanych od lat 1930, kiedy wprowadzono kotły zamknięte, do których powietrze było dostarczane osobnymi rurami tak, że nie było potrzebne zwiększanie ciśnienia powietrza w całej maszynowni.